# جيري لوت
جيري لوت (بالإنجليزية: Jerry Lott)‏ هو مغني أمريكي، ولد في 30 يناير 1938 في مقاطعة موبيل في الولايات المتحدة، وتوفي في 4 سبتمبر 1983 بسبب حادث مرور.

## وصلات خارجية
- جيري لوت على موقع ميوزك برينز (الإنجليزية)
- جيري لوت على موقع ميوزك برينز (الإنجليزية)
- جيري لوت على موقع ديسكوغز (الإنجليزية)